# Wildensteiner Burg Hahnenkamm
Die Wildensteiner Burg Hahnenkamm ist die hochmittelalterliche Ruine einer Höhenburg freiadliger Zuordnung nördlich der Gemeinde Leibertingen im baden-württembergischen Landkreis Sigmaringen in Deutschland.
Die Felsenburg ist die südlichste der vier Burgruinen rund um die Feste Wildenstein. Sie trägt den Namen aufgrund ihrer Lage auf einem hahnenkammförmigen Felsen.

## Lage
Die Burg liegt strategisch auf der Außenseite einer Donau-Flussschleife mit einem talseitig 80 m senkrecht abfallenden Felsen, der auch bergseits 20 m aufragt und somit auf etwa 730 m über Meerhöhe liegt. Vermutlich querte hier im Mittelalter ein einstiger Ritterweg.

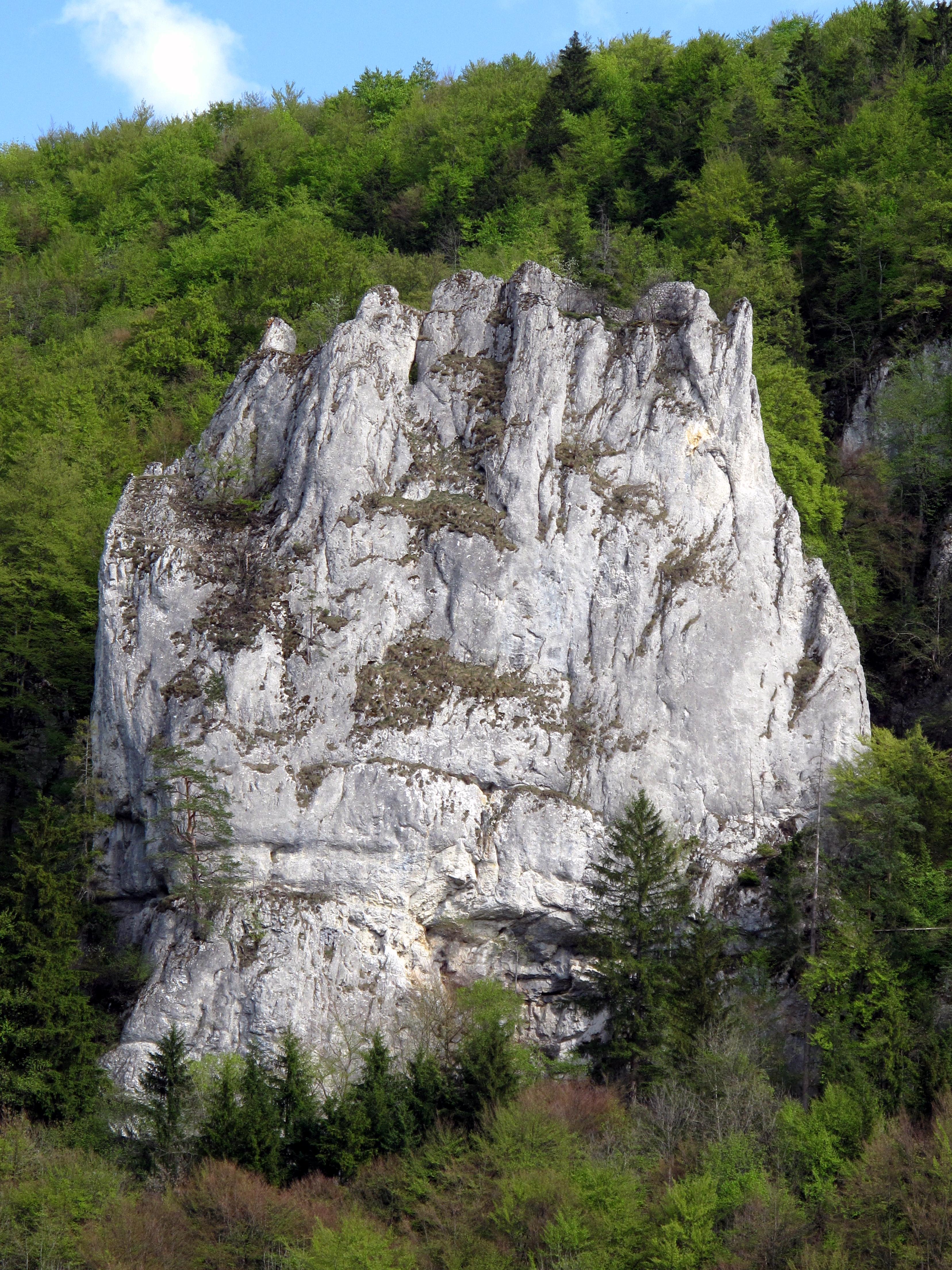
Burgfels von Nordwesten

## Geschichte
Keramikfunde ermöglichten eine Datierung der Burg in die Zeit zwischen 1100 und 1150 und erlauben die Schlussfolgerung, dass auch die Burg Hahnenkamm ein Teil in der durch die Herren von Wildenstein geschaffenen Burgenkette darstellt. Erstmals wurden die Herren von Wildenstein in Urkunden des Klosters Salem zwischen 1168 und 1174 genannt. Der Hahnenkamm wurde bereits im 13. Jahrhundert mit dem Bau der Burgfeste als Wohnsitz aufgegeben.

## Anlage
Von der einstigen Anlage erhielten sich auf der oberen Ebene (Fläche: ca. 10 m × 2 m) Reste der Frontmauer des Hauptgebäudes auf dem Felskamm. An dessen südlicher Felsflanke führte ein steiler Aufgang mit Resten einer Trockenmauer hinauf. Durch ein Tor gelangte man auf eine mittlere Ebene und erhielt Zugang zur Burg. Hier verläuft auch ein drei Meter tiefer, mannshoher stollenartiger Durchgang durch den Fels. Auf der größten, etwa zehn Meter langen und fünf Meter breiten, mittleren Siedlungsebene befand sich womöglich ein Wirtschaftsgebäude.